# Kaťuša
Kaťuša (rusky Катюша) je sovětská válečná píseň o dívce, která čeká na svého mládence, který byl odveden do války. Hudbu složil roku 1938 Matvěj Blantěr a slova k ní napsal Michal Isakovskij. 

## Historie
Poprvé ji zazpívala zpěvačka Valentina Batiščevská a zahrál orchestr Viktora Knuševického dne 27. listopadu 1938 ve sloupovém sále moskevského Domu odborů. Opravdovou proslulost jí zajistila až známá zpěvačka lidových písní Lidija Andrejevna Ruslanova, která ji zpívala i sovětským vojákům na východní frontě během Velké vlastenecké války. Dle tvrzení některých kritiků není Kaťuša Blantěrovým dílem, protože podobnou melodii složil Igor Fjodorovič Stravinskij do své opery Mavra už v roce 1922.
Kaťuša je zpívána různými umělci a má mnoho úprav, včetně diskotékové, rapové či techno verze. Píseň má rovněž množství jazykových verzí, například českou, finskou, italskou či hebrejskou. Česká oficiální verze má i svou parodii o dívce Nině, která chtěla podojit býka. Italská je bojovou a mobilizační verzí písničky. Hebrejská verze vznikla v roce 1940. Píseň má svoje muzeum ve městě Vschod. Muzeum má gramofonové desky s nahrávkami této písně ve stovce jazyků.
Ruský armádní soubor Alexandrovci tuto píseň má stále v repertoáru. Karel Gott si písničku zazpíval na koncertě Alexandrovců v Moskvě.

## Název písně
Kaťuša je zdrobnělina jména Káťa, jde o zdrobnělinu ženského křestního jména Jekatěrina, (česky Kateřina).
Píseň také dala jméno sovětským raketometům, užívaným Rudou armádou během druhé světové války.

## Původní ruský text, transkripce do latinky a český překlad
| Расцветали яблони и груши, Поплыли туманы над рекой; Выходила на берег Катюша, На высокий берег, на крутой. Выходила на берег Катюша, На высокий берег, на крутой. Выходила, песню заводила Про степного, сизого орла, Про того, которого любила, Про того, чьи письма берегла. Про того, которого любила, Про того, чьи письма берегла. Ой, ты песня, песенка девичья, Ты лети за ясным солнцем вслед, И бойцу на дальнем пограничье От Катюши передай привет. И бойцу на дальнем пограничье От Катюши передай привет. Пусть он вспомнит девушку простую, Пусть услышит, как она поёт, Пусть он землю бережёт родную, А любовь Катюша сбережёт. Пусть он землю бережёт родную, А любовь Катюша сбережёт Расцветали яблони и груши, Поплыли туманы над рекой; Выходила на берег Катюша, На высокий берег, на крутой. Выходила на берег Катюша, На высокий берег, на крутой. | Rascvětali jabloni i gruši, poplyli tumany nad rekoj. Vychodila na bereg Kaťuša, na vysokij bereg, na krutoj. Vychodila na bereg Kaťuša, na vysokij bereg, na krutoj. Vychodila, pěsnju zavodila pro stěpnogo, sizogo orla. Pro togo, kotorogo ljubila, pro togo, č´i pisma beregla. Pro togo, kotorogo ljubila, pro togo, č´i pisma beregla. Oj ty pěsnja, pěsenka děvičja, ty leti za jasnym solncem vsled i bojcu na daľněm pograničje ot Kaťuši peredaj privet! i bojcu na daľněm pograničje ot Kaťuši peredaj privet! Pusť on vspomnit děvušku prostuju, pusť uslyšit, kak ona pojot! Pusť on zemlju berežjot rodnuju a ljubov Kaťuša sberežjot. Pusť on zemlju berežjot rodnuju a ljubov Kaťuša sberežjot. Rascvětali jabloni i gruši, poplyli tumany nad rekoj. Vychodila na bereg Kaťuša, na vysokij bereg, na krutoj. Vychodila na bereg Kaťuša, na vysokij bereg, na krutoj. | Rozkvétají jabloně a hrušky, nad řekou odpluly mlhy. Na břeh vyšla Kaťuša, na vysoký, strmý břeh. Na břeh vyšla Kaťuša, na vysoký, strmý břeh. Vyšla, zazpívala píseň o stepním sivém orlu. O tom, kterého milovala, jehož dopis u sebe střeží. O tom, kterého milovala, jehož dopis u sebe střeží. Oj, ty písni, dívčí písničko, leť vstříc jasnému slunci a bojovníku v dalekém pohraničí vyřiď od Kaťuši pozdrav! a bojovníku v dalekém pohraničí vyřiď od Kaťuši pozdrav! Ať si vzpomene na prostou dívenku, ať uslyší, jak zpívá, ať brání rodnou zem a Kaťuša ubrání svou lásku! ať brání rodnou zem a Kaťuša ubrání svou lásku! Rozkvétají jabloně a hrušky, nad řekou odpluly mlhy. Na břeh vyšla Kaťuša, na vysoký, strmý břeh. Na břeh vyšla Kaťuša, na vysoký, strmý břeh. |